# Kartoffelboviste
Die Kartoffel- oder Hartboviste (Scleroderma) sind eine Pilzgattung aus der Familie der Kartoffelbovistverwandten. Das Äußere der Fruchtkörper lässt eine Verwandtschaft zu den Bovisten und Stäublingen vermuten, tatsächlich aber zählen sie zu den Dickröhrlingsartigen. Früher wurden die Sclerodermataceae auch zusammen mit den Wettersternen in die eigene Ordnung Sclerodermatales gestellt. Die Vertreter der Gattung sind giftig. Gering dosiert wurden die Kartoffelboviste auch schon zur Fälschung von Echten Trüffeln in Lebensmitteln eingesetzt.

## Merkmale

### Makroskopische Merkmale
Die oberirdischen und mehr oder weniger kugelig-knolligen Gebilde sind teils durch derbe Myzelstränge scheinbar gestielt. Die einfache, derbe Außenhaut ist glatt oder anliegend schuppig beschaffen und zerfällt bei Reife vom Scheitel her. Sie ist gelb oder braun gefärbt, die Gleba im Inneren ist bereits unreif dunkel gefärbt, ein Capillitium ist nicht vorhanden.

### Mikroskopische Merkmale
Die braunen Sporen haben eine kugelige Form und sind deutlich netzförmig oder stachelig ornamentiert. Sie trennen sich bereits früh von den Basidien und werden anschließend von Nährhyphen versorgt, um vor allem das Ornament aufzubauen.

## Arten
Die Gattung umfasst weltweit etwa 30 Arten. In Europa kommen rund zehn Arten vor bzw. sind dort zu erwarten:
| Kartoffelboviste (Scleroderma) in Europa |                            |                                                |
| \| Deutscher Name \| Wissenschaftlicher Name \| Autorenzitat \| \| ---------------------------------------------------------------------------------- \| -------------------------- \| ---------------------------------------------- \| \| Leopardenfell-, Getupfter oder Gefelderter Kartoffelbovist \| Scleroderma areolatum \| Ehrenberg 1818 \| \| Netzsporiger, Gelbflockiger oder Rotbräunlicher Kartoffelbovist \| Scleroderma bovista \| Fries 1829 \| \| Zwiebel-Kartoffelbovist \| Scleroderma cepa \| Persoon 1801 : Persoon 1801 \| \| Dickschaliger Kartoffelbovist \| Scleroderma citrinum \| Persoon 1801 : Persoon 1801 \| \| \| Scleroderma franceschii \| Macchione 2000 \| \| Mittelmeer-Kartoffelbovist \| Scleroderma meridionale \| Demoulin & Malençon 1971 ('1970') \| \| Starkwurzelnder Kartoffelbovist \| Scleroderma polyrhizum \| (J.F. Gmelin 1792 : Persoon 1801) Persoon 1801 \| \| \| Scleroderma septentrionale \| Jeppson 1998 \| \| Braunwarziger Hartbovist (u. a. auch als Dünnschaliger Kartoffelbovist bezeichnet) \| Scleroderma verrucosum \| (Bulliard 1780 : Persoon 1801) Persoon 1801 \| |                            |                                                |
| Deutscher Name | Wissenschaftlicher Name    | Autorenzitat                                   |
| Leopardenfell-, Getupfter oder Gefelderter Kartoffelbovist | Scleroderma areolatum      | Ehrenberg 1818                                 |
| Netzsporiger, Gelbflockiger oder Rotbräunlicher Kartoffelbovist | Scleroderma bovista        | Fries 1829                                     |
| Zwiebel-Kartoffelbovist | Scleroderma cepa           | Persoon 1801 : Persoon 1801                    |
| Dickschaliger Kartoffelbovist | Scleroderma citrinum       | Persoon 1801 : Persoon 1801                    |
| | Scleroderma franceschii    | Macchione 2000                                 |
| Mittelmeer-Kartoffelbovist | Scleroderma meridionale    | Demoulin & Malençon 1971 ('1970')              |
| Starkwurzelnder Kartoffelbovist | Scleroderma polyrhizum     | (J.F. Gmelin 1792 : Persoon 1801) Persoon 1801 |
| | Scleroderma septentrionale | Jeppson 1998                                   |
| Braunwarziger Hartbovist (u. a. auch als Dünnschaliger Kartoffelbovist bezeichnet) | Scleroderma verrucosum     | (Bulliard 1780 : Persoon 1801) Persoon 1801    |

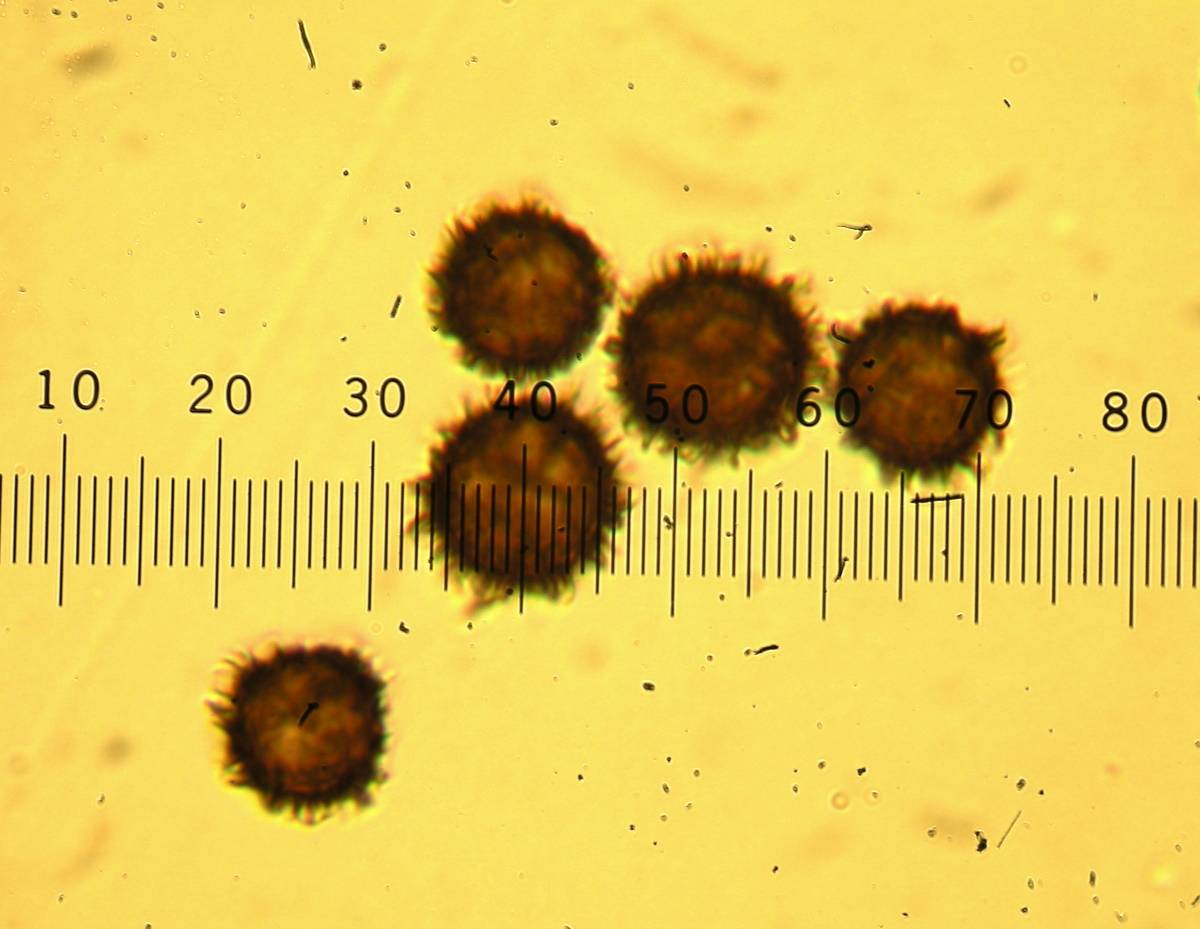
Die braunen, stacheligen Sporen des Dickschaligen Kartoffelbovists unter dem Lichtmikroskop
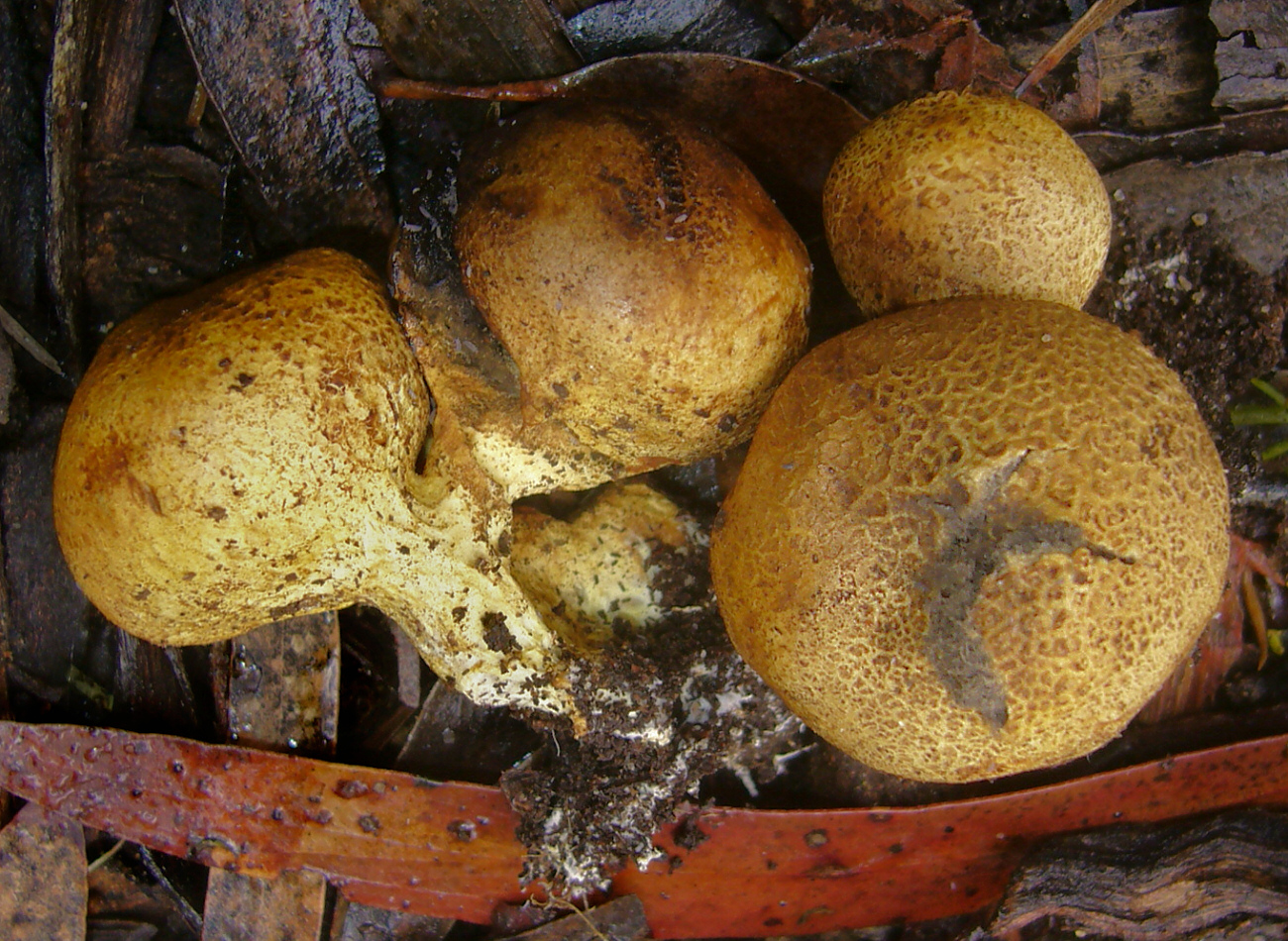
Zwiebel-Kartoffelbovist Scleroderma cepa
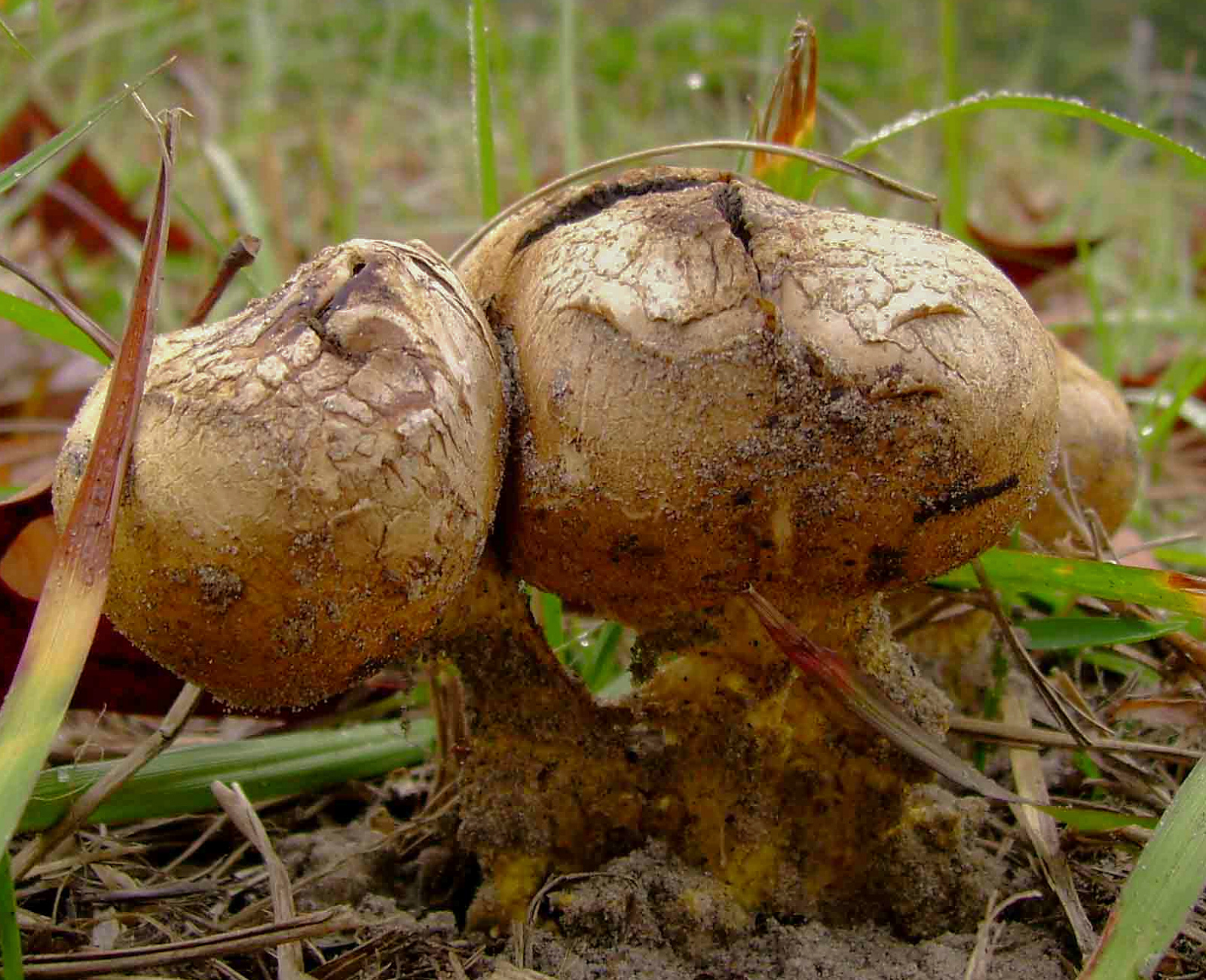
Mittelmeer-Kartoffelbovist Scleroderma meridionale
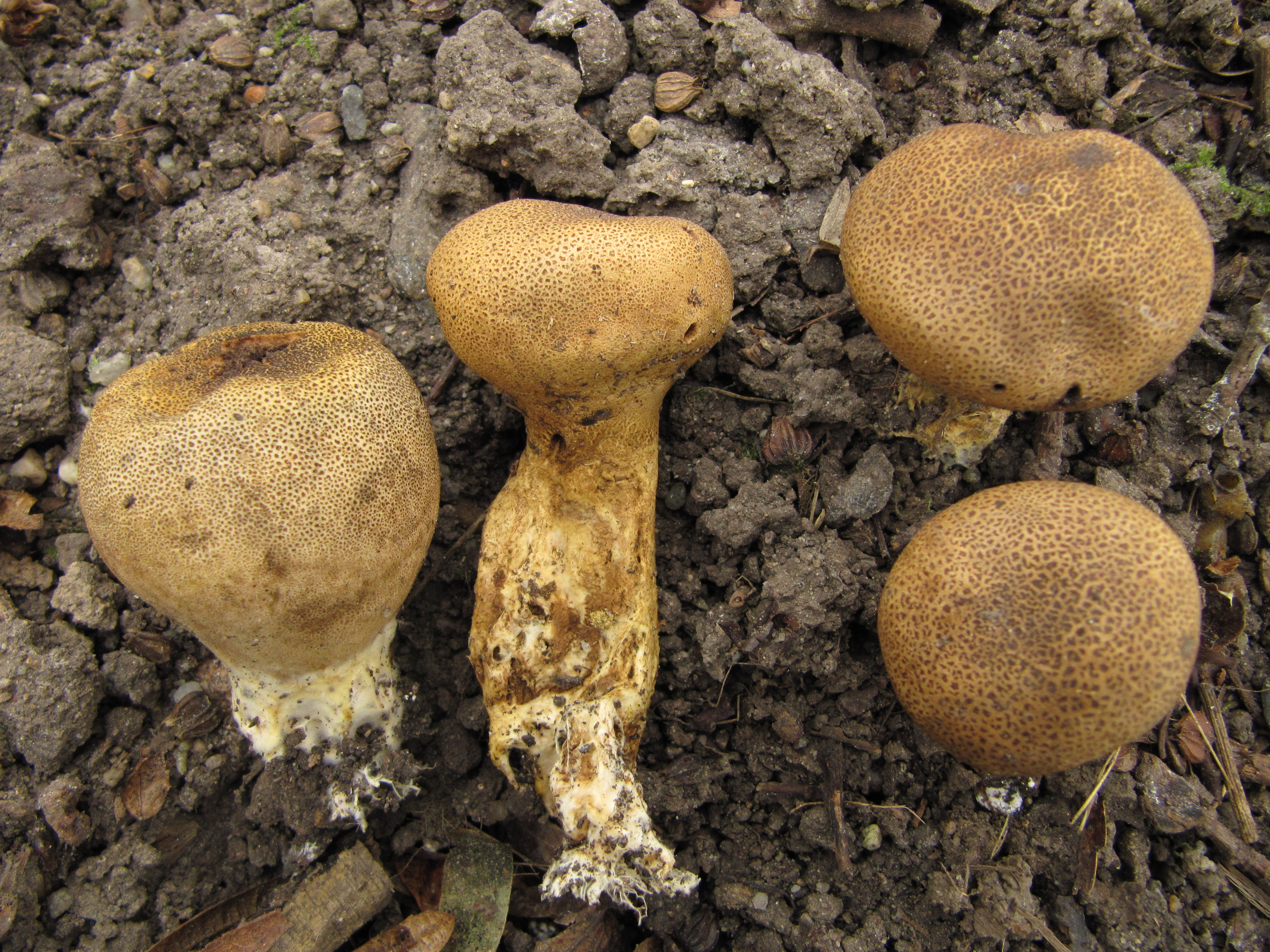
Braunwarziger Hartbovist Scleroderma verrucosum

## Ökologie
Die Scleroderma-Arten sind Mykorrhizabildner mit verschiedenen Laub- und Nadelbäumen.

## Systematik
Mit einigen ebenfalls als Boviste bezeichneten Arten aus der Familie der Stäublingsverwandten (Lycoperdaceae) sind die Kartoffelboviste nicht näher verwandt, die ähnlichen Fruchtkörper sind durch konvergente Evolution in Anpassung an relativ trockene Standorte entstanden.

## Bedeutung

### Toxikologie
Der Verzehr von Kartoffelbovisten kann zu Verdauungsbeschwerden wie Erbrechen und Bauchschmerzen führen, akute Brechdurchfälle können ebenfalls auftreten (gastrointestinales Syndrom). Zudem können Schweißausbrüche sowie niedriger Blutdruck mit Schwindel, Kollaps, möglicherweise bis zur Bewusstlosigkeit auftreten. Die Giftwirkung kann schon 30 bis 45 Minuten nach der Pilzmahlzeit auftreten. Auch Sehstörungen, Missempfindungen, Krämpfe und rauschartige Zustände sind nach dem Konsum von Kartoffelbovisten jedenfalls in einzelnen Fällen aufgetreten.
Welche Stoffe für die Giftwirkung von Kartoffelbovisten verantwortlich sind, ist nicht bekannt.

### Namensherkunft
Das Aussehen der rundlichen, gelb-bräunlichen Fruchtkörper erinnert an Kartoffelknollen, was der Gattung den Namen „Kartoffelboviste“ einbrachte. Bei dem zweiten Namen „Hartboviste“ handelt es sich um die Kurzform von „Hartschalboviste“. Er nimmt auf die beständige, harte Außenhülle Bezug. „Hartboviste“ könnte aber auch auf das feste Fleisch hindeuten, ehe die Fruchtkörper im Inneren zu Sporenpulver zerfallen.